# Krzywice (rejon złoczowski)
Krzywice (ukr. Кривичі) – wieś na Ukrainie w rejonie lwowskim (wczesniej w rejonie złoczowskim) obwodu lwowskiego.

## Historia
W 1921 wieś liczyła 235 zagród i 671 mieszkańców, w tym 443 Ukraińców, 199 Polaków i 35 Żydów. W 1931 zagród było 146, a mieszkańców 686.
W lipcu 1939 otwarto łaźnię wiejską (ludową) w Krzywicach (sołtysem wsi był wówczas Władysław Obrembalski).